# Memorialul gloriei militare la mormântul ostașilor căzuți în 1944 și în memoria ostașilor consăteni (Edineț)
Memorialul gloriei militare la mormântul ostașilor căzuți în 1944 și în memoria ostașilor consăteni este un monument amplasat în Edineț, Republica Moldova. Este un monument istoric de importanță națională inclus în Registrul monumentelor Republicii Moldova ocrotite de stat cu nr. 668 (raionul Edineț). Datează din 1980.